# Друга громадянська війна у Лівії
Друга громадянська війна у Лівії — багатосторонній збройний конфлікт у Лівії в 2014—2020 рр., між різними збройними формуваннями, головним чином Палатою представників та Урядом національної згоди.
З 2012 року Лівією керував Загальний національний конгрес (ЗНК). У червні 2013 року УНЗ обрав Нурі Абусамейні головою ЗНК. ЗНК не проводив заходів боротьби зі впливом ісламістських угруповань, не зміг створити ефективну поліцію і армію і прийняв шаріат як основу для всього державного законодавства в грудні 2013 року,. У лютому 2014 термін повноважень національного конгресу сплинув, однак 23 грудня 2013 року ЗНК ухвалив рішення про продовження своїх повноважень до кінця 2014 року. Це рішення викликало масові протести громадян Лівії в багатьох містах, у тому числі в Триполі, Аль-Байда, Тобруці і Адждабії. 14 лютого 2014 року генерал Халіфа Хафтар наказав Загальному національному конгресу розпуститися і закликав до формування тимчасового уряду, який повинен організувати вибори, намічені на 25 червня. ЗНК проігнорував вимогу, назвавши дії генерала державним переворотом.
Конфлікт почався 16 травня 2014 року, коли генерал-майор Лівійської національної армії Халіфа Хафтар оголосив про початок широкомасштабної повітряної і наземної операції підконтрольних йому частин збройних сил у районі міста Бенгазі, описавши її як «поправку на шляху до революції». Військовий наступ дістав кодову назву — Операція «Гідність». 18 травня операція була розширена до Триполі, що ознаменував штурм будівлі Загального національного конгресу. В обстановці напруженості пройшли 25 червня вибори в Палату депутатів, на яких ісламісти зазнали поразки. 13 липня ісламісти у відповідь на свою поразку оголосили про початок операції «Світанок Лівії» з метою взяти під контроль аеропорт Триполі. Це їм вдалося 23 серпня після сорока днів боїв.
Після встановлення контролю над містом ісламісти заявили про невизнання Палати депутатів і про відновлення Загального національного конгресу. 25 серпня деякі представники ЗНК провели засідання в Триполі, оголосили себе законною владою і обрали прем'єр-міністром Омара аль-Хасі, в результаті чого в країні склалося двовладдя. Палата депутатів покинула непідконтрольний Триполі і влаштувалася в місті Тобруці на північному сході країни. 1 вересня депутати Палати представників на засіданні в Тобруці доручили Абдаллі Абдуррахманом ат-Тані як новому прем'єр-міністру сформувати уряд.
6 листопада верховний суд у підконтрольному ісламістами Триполі оголосив про розпуск Палати депутатів. Палата депутатів назвала це рішення «прийнятим під тиском» і тому продовжила функціонувати.
16 січня 2015 року після переговорів, що пройшли в Женеві за посередництва ООН, протиборчі сторони погодилися припинити вогонь, щоб досягти вирішення конфлікту мирним шляхом. 20 січня Місія ООН з підтримки Лівії висловила стурбованість з приводу наявної інформації про порушення режиму припинення вогню і нагадала сторонам конфлікту про те, що перемир'я передбачає заборону на будь-яке переміщення збройного персоналу та військової техники.
Конфлікт став найсерйознішим викликом для лівійської влади після повалення Муаммара Каддафі в 2011 році.

## Політична фаза кризи в Лівії
14 лютого 2014 генерал Халіфа Хафтар оголосив про повалення уряду Лівії і зажадав розпуску Загального національного конгресу. Він проігнорував протести голови парламенту Нурі Абусамейні і безпосередньо звернувся до лівійського народу із закликом підтримати дії військових